# Gebäude des Bundesministeriums für das Post- und Fernmeldewesen

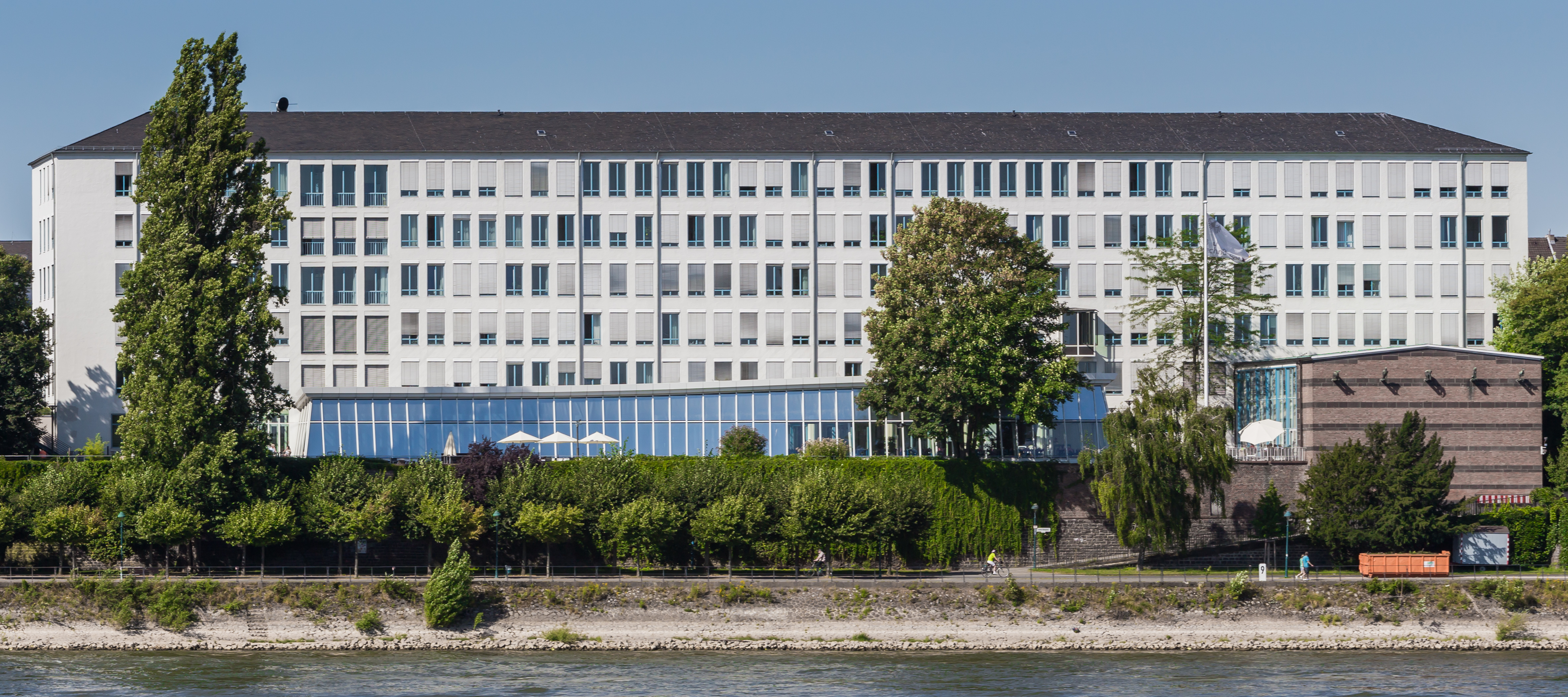
Bundesrechnungshof (ehemaliges Bundesministerium für das Post- und Fernmeldewesen), Rheinseite (2013)

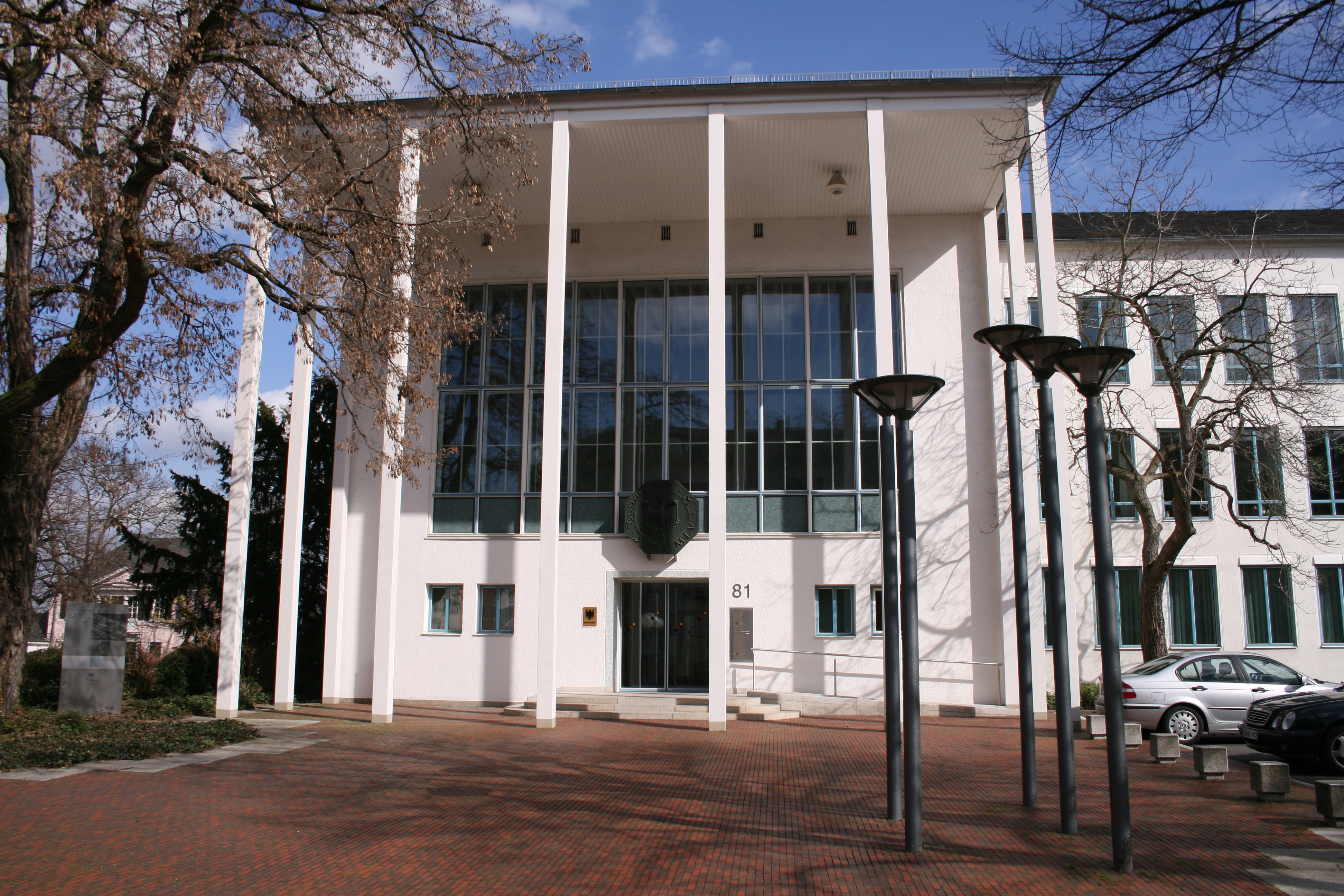
Eingang des Gebäudes

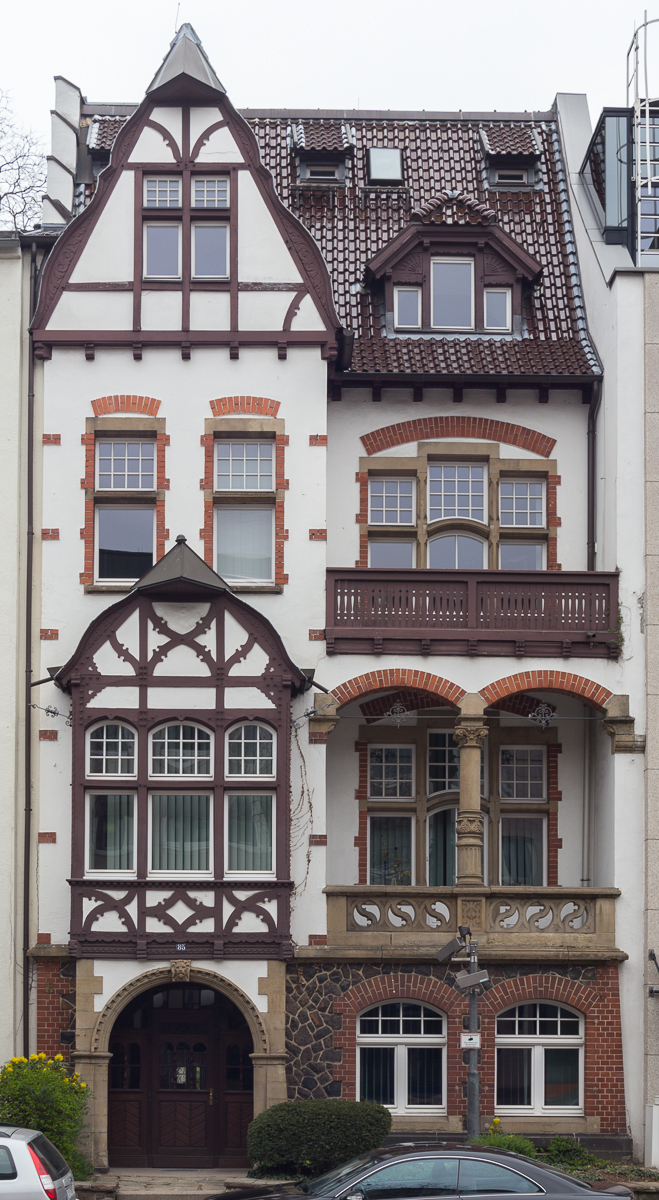
Bürgerhaus von 1897

Das Gebäude des Bundesministeriums für das Post- und Fernmeldewesen (offiziell Liegenschaft Adenauerallee-Nord; Adenauerallee 81–83) in Bonn war von 1954 bis 1988 Sitz des Bundesministeriums für das Post- und Fernmeldewesen sowie von 1989 bis 1999 Sitz des Auswärtigen Amtes. Seit 2000 ist es Sitz des Bundesrechnungshofs.
Der Gebäudekomplex von 1953/54 steht heute als Baudenkmal unter Denkmalschutz. Er ist eine Station des Geschichtsrundwegs Weg der Demokratie.

## Lage
Die Liegenschaft liegt zwischen Adenauerallee (Bundesstraße 9) und Rheinufer (Wilhelm-Spiritus-Ufer) südlich der Zweiten Fährgasse im äußersten Norden des Ortsteils Gronau und des Bundesviertels (ehemaliges Parlament- und Regierungsviertel).

## Geschichte
Das Bundesministerium für das Post- und Fernmeldewesen war nach seiner Gründung wie die weiteren bei der Entscheidung für Bonn als vorläufigen Regierungssitz der Bundesrepublik Deutschland bereits bestehenden Ministerien mit etwa 400 Mitarbeitern zunächst in Frankfurt am Main, dem Verwaltungssitz der Trizone, ansässig. Nach einem Beschluss vom 19. Januar 1950 sollte das Postministerium aufgrund seines verhältnismäßig unpolitischen Charakters als eines der letzten vollständig in die Stadt Bonn umziehen, die mit der Unterbringung der Bundesinstitutionen seinerzeit kapazitätsmäßig ausgelastet war.:195 Als zumindest vorübergehender Sitz des Postministeriums waren zunächst mehrere Gebäude im Bonner Stadtzentrum vorgesehen, deren Kern das Stadthaus (heute Altes Stadthaus) nebst einem noch zu errichtenden Neubau bilden sollte. Die Bundespost als Sondervermögen des Bundes beteiligte sich am Wiederaufbau des Alten Rathauses der Stadt mit einem verzinslichen Kredit, damit die Stadtverwaltung Teile des Alten Stadthauses im Sommer 1950 zugunsten des Postministeriums räumen konnte.:196 Ende Oktober 1950 fasste das Bundeskabinett den Beschluss für einen Neubau des Postministeriums, das auf bereits zu Beginn des Jahres vom Bund erworbenen Grundstücken zwischen Zweiter Fährgasse, Koblenzer Straße (heute Adenauerallee) und Rhein entstehen sollte.:198
Nach Abriss der auf dem Baugrundstück befindlichen klassizistischen Villa Sell/Zitelmann (erbaut 1843/44) wurde im Mai 1953 mit dem Bau des neuen Postministeriums begonnen, das nach einem Entwurf des Architekten und Oberpostdirektors Josef Trimborn entstand. Für den Speisesaal schuf Charles Crodel zehn Glasschliffsäulen. Im November 1954 war der Neubau (Gebäude 08 und 20) fertiggestellt, sodass die provisorische Unterbringung des Ministeriums – der offizielle Hauptsitz befand sich bis dahin an der Graurheindorfer Straße in Bonn-Nord – beendet werden konnte.:198 Es handelte sich um den ersten Ministeriumsneubau in Bonn, finanziert wurde er im Gegensatz zu den nachfolgenden Bundesbauten allerdings aus Eigenmitteln der Bundespost. In ihn wurde auch das ehemalige Wohnhaus Adenauerallee 85 aus dem Jahre 1897 (Gebäude 21) einbezogen.
Von 1954 an war das Gebäude zunächst Sitz des Bundesministeriums für das Post- und Fernmeldewesen, der obersten Instanz im Bereich der Deutschen Bundespost. Bereits 1955 wurde ein in der ursprünglichen Planung Trimborns schon angedachter rheinseitiger Sitzungssaal angebaut, 1960 der rheinseitige Trakt um ein Geschoss erhöht. Im Januar 1987 wurde das Gebäude unter Denkmalschutz gestellt. Das Postministerium bezog 1988 im Ministerienstandort Godesberg-Nord (Robert-Schuman-Platz) im Ortsteil Hochkreuz am Rande der Rheinaue einen Neubau, in dem heute das Bundesministerium für Umwelt, Naturschutz, Bau und Reaktorsicherheit untergebracht ist. Der Standort an der Adenauerallee wurde aufgegeben und dem unmittelbar benachbarten Auswärtigen Amt überlassen, für das der Gebäudekomplex auf Grundlage eines 1986/87 in zwei Stufen ausgerichteten beschränkten Architektenwettbewerbs unter zwölf Teilnehmern 1988–1989 nach Plänen des Kölner Architekturbüros Walter von Lom um eine Tiefgarage, einen Kantinenbauteil zur Rheinfront sowie ein Rechenzentrum erweitert und das Gebäude 08 kernsaniert wurde.
Am 11. Oktober 1996 beschloss die Bundesregierung, den auf Basis des Berlin/Bonn-Gesetzes von Frankfurt am Main nach Bonn umziehenden Bundesrechnungshof in der Liegenschaft Adenauerallee-Nord unterzubringen. Durch den vollständigen Auszug des Auswärtigen Amtes, das seinen Hauptsitz nach Berlin verlagerte, wurden die dafür erforderlichen Bürokapazitäten frei. Der Zweitsitz des Auswärtigen Amtes in Bonn wurde nicht in der Liegenschaft Adenauerallee-Nord angesiedelt, sondern im benachbarten ehemaligen Hauptgebäude des Auswärtigen Amtes.
Vor dem Einzug des Bundesrechnungshofes mussten nur noch geringe Sanierungsarbeiten durchgeführt werden, da der Großteil noch Ende der 1980er Jahre für das Auswärtige Amt hergerichtet worden war. Zu den dennoch erforderlichen Arbeiten, die von Januar bis Juni 2000 durchgeführt wurden und 3,9 Millionen Euro kosteten, gehörten unter anderem die Erneuerung der Informationstechnik, der Austausch der Teppichböden und die Erneuerung der Anstriche. Der sogenannte „Kontinentensaal“, vormals ein Konferenzraum, wurde in eine Bibliothek umgewandelt und ein Raum des früheren Briefmarkenmuseums (Postwertzeichenarchiv) in einen Seminarraum. Die 1988/1989 unberücksichtigt gebliebenen Gebäude 20 und 21 mussten generalsaniert werden. Nach dem Einzug des Bundesrechnungshofes wurden außerdem die Aufzüge, die Küche und die Klimatechnik saniert.

## Architektur
Das ehemalige Gebäude des Bundespostministeriums ist ein drei- bzw. fünfgeschossiger, vierflügeliger und in sich geschlossener Komplex auf quadratischem Grundriss, der 350 Büroräume, einen Sitzungssaal, ein Kasino, eine Bücherei und einen Ausstellungsraum umfasst (Gebäude 08). Ihm ist ein Ergänzungsflügel angegliedert, der über eine Brücke erreichbar ist (Gebäude 21). Die drei Geschosse des Hauptgebäudes verfügen über identische Fensterreihen, die zur nüchternen Ausstrahlung des weißverputzten Baus beitragen. Als Anspielung auf die weltweiten Verbindungen der Post sind als einziger Schmuck des Gebäudes im Obergeschoss des Sitzungssaal-Traktes an der Rheinseite fünf Bronzetiere des Künstlers Hans Wimmer angebracht, die die fünf Erdteile symbolisieren. Die Gestaltung der Außenanlagen übernahm der Kölner Gartenarchitekt Friedrich Schaub.

„Der für die Architektur der 50er Jahre typische Bau mit grosser Eingangshalle, deren Vordach auf dünnen Betonpfeilern ruht, ist heute in seiner Art einzig in Bonn.“

„Das architektonisch qualitätvolle Bauwerk des Bundespostministeriums gehört als eines der frühesten Ministerien zu den wichtigsten Zeugnissen deutscher Nachkriegsgeschichte. Es verbindet anspruchsvolle, aber dem »Provisorium Bundeshauptstadt« angemessene Repräsentation mit der Zweckmäßigkeit eines Bürogebäudes (…).“

„[E]in massiver, breit gelagerter Architekturblock mit monotoner Fassadengliederung. Lediglich die zur Adenauerallee vorspringende, monumentale Haupteingangshalle, deren Vordach auf schlanken Betonpfeilern in Höhe des ganzen Gebäudes ruht, gibt dem Bau ein eigenes Gepräge und dürfte mit dazu beigetragen haben, den Bau unter Denkmalschutz zu stellen.“

„Mit seinen Architekturformen und Ausstattungsstücken darf [das 1954 fertiggestellte Bundespostministerium] als ein Musterkatalog der 1950er Jahre gelten, die dank des geschichtsorientierten Selbstverständnisses der damaligen Deutschen Bundespost ohne nennenswerte Veränderungen bewahrt blieben.“

„Das Bundespostministerium ist das erste und eines der architektonisch schönsten und authentischsten Baudenkmäler unserer frühen Bonner Bundesrepublik.“